# Відкритий чемпіонат Австралії з тенісу 1970
Відкритий чемпіонат Австралії з тенісу 1970 — тенісний турнір, що проходив між 19 січня та 27 січня 1970 року на трав'яних кортах стадіону   White City Stadium у Сіднеї, Австралія. Це був 58-ий чемпіонат Австралії з тенісу і перший турнір Великого шолома в 1970 році. Турнір ушістнадцяте проводився в Сіднеї, а не в Мельбурні.

## Огляд подій та досягнень
Минулого, 1969 року, Род Лейвер виграв усі турніри Великого шолома, але цього року він відмовився від участі. Переміг в одиночному розряді серед чоловіків Артур Еш, для якого це був другий титул Великого шолома, але перший і єдиний в Австралії. 
У жінок Маргарет Корт розпочала свій шлях до календарного великого шолома. Для неї це був 17-ий одиночний грендслем, 4-ий у Відкриту еру й 9-ий на австралійських кортах.
У чоловічому парному розряді Роберт Лутц та Стен Сміт виграли свій другий парний титул Великого шолома й єдиний австралійський. 
У жіночому парному розряді Маргарет Корт здобула 13-ий парний титул, а Джуді Тегарт — 6-ий.

## Результати фінальних матчів

### Дорослі
| Одиночний розряд. Чоловіки Детальніше                               |                             |                |
| Артур Еш                                                            | Дік Крілі                   | 6–4, 9–7, 6–2. |
|                                                                     |                             |                |
| Одиночний розряд. Жінки Детальніше                                  |                             |                |
| Маргарет Корт                                                       | Керрі Мелвілл               | 6–1, 6–3.      |
|                                                                     |                             |                |
| Парний розряд. Чоловіки Детальніше                                  |                             |                |
| Боб Лутц Стен Сміт                                                  | Джон Александер Філ Дент    | 8–6, 6–3, 6–4  |
|                                                                     |                             |                |
| Парний розряд. Жінки Детальніше                                     |                             |                |
| Маргарет Корт Джуді Тегарт Далтон                                   | Карен Кранцке Керрі Мелвілл | 6–1, 6–3.      |
|                                                                     |                             |                |
| Мікст                                                               |                             |                |
| Між 1970-м та 1986-м роком змагання в цій категорії не проводилися. |                             |                |

## Виноски
1. ↑  Australian Open 1970 - Men's singles. ITFtennis.com.
2. ↑  Australian Open 1970 - Men's singles. ATPWorldTour.com. Архів оригіналу за 20 квітня 2015. Процитовано 19 серпня 2018.
3. ↑  1970 Women's Singles. Tennis Australia. Архів оригіналу за 17 січня 2013. Процитовано 19 серпня 2018.
4. ↑  1970 Men's Doubles. Tennis Australia. Архів оригіналу за 17 січня 2013. Процитовано 19 серпня 2018.
5. ↑  Australian Open 1970 - Men's doubles. ATPWorldTour.com. Архів оригіналу за 20 квітня 2015. Процитовано 19 серпня 2018.
6. ↑  1970 Women's Doubles. Tennis Australia. Архів оригіналу за 18 серпня 2012. Процитовано 19 серпня 2018.
7. ↑  Mixed Doubles champions. AustralianOpen.com. Архів оригіналу за 12 жовтня 2010. Процитовано 17 листопада 2010. {{cite web}}: Cite має пустий невідомий параметр: |df= (довідка)